# Gaertnera arenaria
Gaertnera arenaria är en måreväxtart som beskrevs av John Gilbert Baker. Gaertnera arenaria ingår i släktet Gaertnera och familjen måreväxter. Inga underarter finns listade i Catalogue of Life.